# Channel Rock (Argentinische Inseln)
Der Channel Rock (von englisch channel ‚Kanal, Fahrrinne‘) ist ein mariner Felsen westlich der Antarktischen Halbinsel. Er liegt in der nordwestlichen Einfahrt des Meek-Kanals in der Gruppe der Argentinischen Inseln des Wilhelm-Archipels.
Eine Kartierung des Felsens nahmen Teilnehmer der British Graham Land Expedition (1934–1937) unter der Leitung des australischen Polarforschers John Rymill im Jahr 1935 vor. Die Benennung erfolgte in Anlehnung an die geographische Lage.